# Riverview, Michigan
Riverview är en ort i Wayne County i delstaten Michigan, USA.